# Proechimys hoplomyoides
Proechimys hoplomyoides là một loài động vật có vú trong họ Echimyidae, bộ Gặm nhấm. Loài này được Tate mô tả năm 1939.